# مالیکولا
مالیکولا (به زبان استونیایی Mäliküla) یک روستا از توابع شهرستان پارنو در کشور استونی می‌باشد.